# Ljetni trokut
Ljetni trokut je astronomski asterizam na sjevernoj nebeskoj hemisferi. Definirajući vrhovi ovog zamišljenog trokuta su na Altairu, Denebu i Vegi, od kojih je svaka najsjajnija zvijezda svog zviježđa (Orao, Labud i Lira). 

## Povijest
Izraz su popularizirali američki autor H.A. Rey i britanski astronom Patrick Moore 1950-ih. Ime se može naći u konstelacijskim vodičima iz 1913. godine. Austrijski astronom Oswald Thomas opisao je ove zvijezde kao Grosses Dreieck (Veliki trokut) u kasnim 1920-ima i Sommerliches Dreieck (Ljetni trokut) 1934. godine. Asterizam je primijetio Joseph Johann von Littrow, koji ga je opisao kao "vidljivi trokut" u tekstu svog atlasa (1866.), a Johann Elert Bode povezao je zvijezde na karti u knjizi 1816., iako bez etiketa. To su iste zvijezde prepoznate u kineskoj legendi o kauboju i djevojci tkalca, priči iz nekih 2.600 godina, proslavljenih u festivalu Qixi. Sredinom do kraja 20. stoljeća, prije nego što su inercijalni navigacijski sustavi i druga elektronička i mehanička oprema zauzeli svoje mjesto u vojnim zrakoplovima, američki mornarički zrakoplovci ovu su zvijezdu nazvali "Navigatorovim trokutom".

## Vidljivost
Od srednjih sjevernih geografskih širina, Ljetni trokut se pojavljuje gotovo iznad ponoći tijekom ljeta. Također je vidljivo na istočnom nebu u rano jutro tijekom proljeća. U jesenskim i zimskim večerima Trokut je na zapadnom nebu vidljiv do siječnja. Iz srednje-južnih zemljopisnih širina asterizam izgleda obrnuto, s Denebom ispod Altaira, a zimi na nebu. 

## Zvijezde Ljetnog trokuta
| Ime    | Zviježđe | Prividna veličina | Luminozitet (× sunčev) | Spektralni tip | Udaljenost (svjetlosne godine) | Polumjer (sunčev polumjer) |
| ------ | -------- | ----------------- | ---------------------- | -------------- | ------------------------------ | -------------------------- |
| Vega   | Lira     | 0.03              | 52                     | A0             | 25                             | 2,36 do 2,82               |
| Deneb  | Labud    | 1.25              | 200000                 | A2             | 3550                           | 203 ± 17                   |
| Altair | Orao     | 0.77              | 10                     | A7             | 16.6                           | 1,63 do 2,03               |